# Wilhelm Kopfer
Wilhelm Kopfer (* 28. März 1813 in Liebenscheid; † 10. Juli 1887 in Mannheim) war Unternehmer und Mitglied des Deutschen Reichstags.

## Leben
Kopfer war seit 1827 im kaufmännischen Leben und mit wenig Unterbrechungen in der Tabakbranche tätig. 1839 gründete er die Wilhelm Kopfer Zigarrenfabrik in Gießen. Im Jahre 1847 siedelte er von Gießen nach Mannheim über und gehörte von Mitte der fünfziger Jahre bis zum Jahr 1870 dem Bürgerausschuss an. Dann war er von 1870 bis 1875 Mitglied des Gemeinderats. 1872 beteiligte er sich an der Gründung der Chemischen Fabrik Rheinau. Verheiratet war er mit Auguste Gail (1821–1901).
Von 1871 an war er Vizepräsident und von 1876 bis 1880 Präsident der Handelskammer und wurde auch in den deutschen Handelstag berufen. Von 1863 bis 1866 und von 1877 bis 1884 wurde er für die Stadt Mannheim in die Badische Zweite Kammer gewählt. Zwischen 1878 und 1886 war er Mitglied des Deutschen Reichstags für den Wahlkreis Baden 11 (Mannheim, Schwetzingen, Weinheim) und die Deutsche Volkspartei. Im Oktober 1886 legte Kopfer sein Reichstagsmandat nieder.

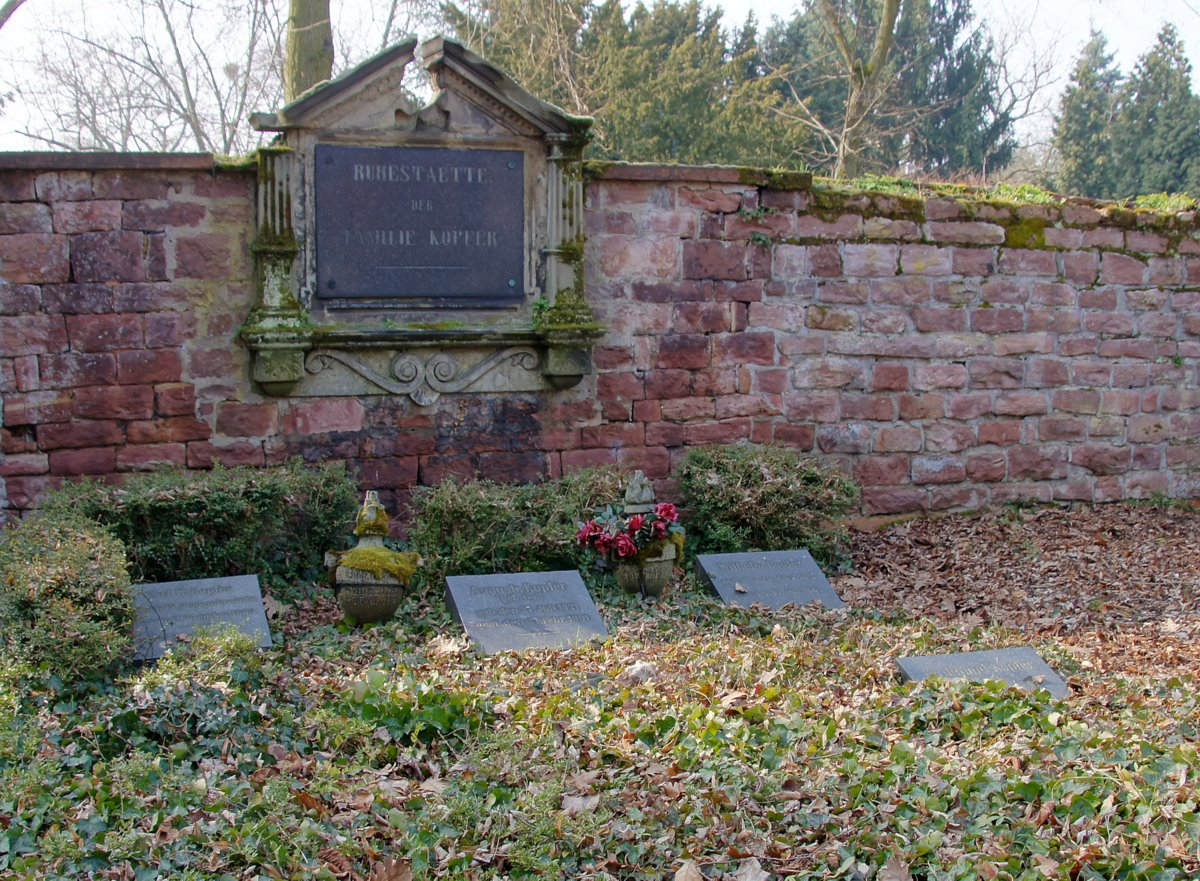
Kopfers Grab in Mannheim

Nach seinem Tod wurde er auf dem Mannheimer Hauptfriedhof beerdigt. Die Stadt Mannheim pflegt sein Grab als Ehrengrab. Dort befindet sich ein Epitaph auf schmalem Konsolengesims aus gelbem Sandstein. Zwischen den Konsolen sind Voluten und Muschelornamente. Die schwarze Schriftplatte besitzt eine Ohrenumrahmung, darüber ein Giebel mit Zahnschnittfries. In der Anlage findet man außerdem vier Granitsteine und zwei Henkelurnen mit Flammenaufsätzen.